# Dietes butcheriana
Dietes butcheriana är en irisväxtart som beskrevs av Gerstner. Dietes butcheriana ingår i släktet Dietes och familjen irisväxter. Inga underarter finns listade i Catalogue of Life.